# Saint-Gérand-le-Puy
Saint-Gérand-le-Puy är en kommun i departementet Allier i regionen Auvergne-Rhône-Alpes i de centrala delarna av Frankrike. Kommunen ligger i kantonen Varennes-sur-Allier som ligger i arrondissementet Vichy. År 2022 hade Saint-Gérand-le-Puy 956 invånare.

## Befolkningsutveckling
Antalet invånare i kommunen Saint-Gérand-le-Puy
Referens: INSEE